# Emanuel Elenescu
Emanuel Elenescu, menționat și Emanoil Elenescu, (n. 8 martie 1911, Piatra-Neamț, Neamț, România – d. 17 iunie 2003, București, România) a fost un instrumentist, compozitor, pedagog și dirijor român.

## Cariera artistică
A fost dirijor al Corului Academic Radio și al Orchestrei Simfonice a Radioteleviziunii Române.

## Compoziții proprii
- Rapsodia Română pentru vioară și orchestră

## Discografie
- Emanuel Elenescu - un senior al baghetei, Editura Casa Radio 2003

## Recunoaștere

### Distincții
- titlul de Artist emerit al Republicii Populare Romîne (30 decembrie 1957) „cu prilejul aniversării a 10 ani de la proclamarea Republicii Populare Romîne, pentru merite deosebite în muncă”[5]
- Ordinul Meritul Cultural clasa a II-a (12 septembrie 1968) „pentru merite deosebite în activitatea muzicală”[6]

### Alte onoruri
În 1990 Emanuel Elenescu a primit medalia de aur din partea Societății Academice din Paris, iar în 2001 președintele României i-a conferit Ordinul național Steaua României în grad de Cavaler.
În cinstea compozitorului, anual, la Piatra Neamț, se desfășoară Concursul Național de Interpretare Muzicală „Emanuel Elenescu”, organizat de Liceul de Arte „Victor Brauner” din Piatra Neamț.